# 熱帯病
熱帯病（ねったいびょう）とは、熱帯および亜熱帯地域に特有の、あるいはそれら地域で流行する病気のことである。温帯での流行は冬期に昆虫類の行動が制限されるためにより小規模である。蚊や蝿などの昆虫類は宿主間の病原体の移動媒体となり、媒介者と呼ばれる。媒介されるものはヒトやその他の動物への感染能力を持つ寄生虫、バクテリア、ウイルスである。感染は多くの場合、それらの昆虫に「噛まれる」時に皮下で血液の交換が行われることによる病原体の移動で起きる。熱帯病の中にはワクチンが開発されていないものも多く、治療法も対症療法しか無いのも多い。
熱帯雨林の開発や森林破壊、入植や移民の増加、航空網の発達による熱帯地域への旅行者の増加が、熱帯病の増加の原因になっている。

## 顧みられない熱帯病
熱帯病の流行地域にある発展途上国や内戦地域では、病気が流行しても施設や物資が十分ではなく、それらの状況の改善の見通しが立たない。また治療薬や治療法のない病気に対して、患者の大部分が貧困層であることから、治療薬などの開発のための投資が進まない。そのためこういった病気は顧みられない病気と呼ばれる。このうちの一部に対しては、世界保健機関 (WHO) が1975年からアフリカ、アジア、中央アメリカ、南アメリカで行っているプロジェクトで対応が進められている (Special Programme for Research and Training in Tropical Diseases, TDR)。現在の対象となっているのは以下の病気である。
- シャーガス病
- デング熱
- 寄生虫
- アフリカ睡眠病
- リーシュマニア症
- ハンセン病
- 象皮病
- マラリア
- 糸状虫症 (オンコセルカ症)
- 住血吸虫症
- 性感染症
- HIV関連結核 (HIV と結核の二重感染、en)
- 結核

TDR の対象とはなっていない顧みられない病気としては、以下のものが挙げられる。
- 鉤虫感染症
- 鞭虫症
- トレポネーマ症
- ブルーリ潰瘍
- アフリカ睡眠病
- メジナ虫症
- レプトスピラ症
- 桿虫症 (糞虫症)
- 吸虫
- 神経嚢虫症
- 疥癬
- フラビウイルス

## 気候との関係
熱帯病はヨーロッパでは昔から「異国病」(exotic disease) とも呼ばれ、医療関係者だけではなく旅行者の間でも知られていた。熱帯では平均気温が高く雨量も多いことから、人獣共通感染症の病原巣が環境の中に多くあり、また病原体の媒介者である昆虫も多い。さらに高温多湿な気候が病原体の宿主の体内および体外での維持を可能にしていることも考えられる。熱帯地方には発展途上国が多く、前述の社会経済的な要因もある。
温室効果による地球温暖化により熱帯病とその感染地域が高地や山岳地帯、あるいは過去に感染例のある高緯度地域（アメリカ合衆国南部、地中海沿岸）で増えている。コスタリカのモンテベルデ (en) では地球温暖化によって地形により生じる雲がより厚くなることでカエルツボカビ症の病原体である B. dendrobatidis が増加し、これがカエルの一種であるモンテベルデ・ハーレクイン・フロッグの個体数減少を招いている.。